# رونالد نوبل
رونالد كينيث "رون" نوبل (من مواليد 24 سبتمبر 1956)، هو ضابط إنفاذ قانون أمريكي، شغل منصب الأمين العام لمنظمة الشرطة الجنائية الدولية (الإنتربول) من عام 2000 إلى عام 2014 وكان أول أمريكي في المنظمة وأصغر أمين عام وقت تعيينه. عمل نوبل سابقًا كموظف عام في العديد من الوكالات الحكومية الأمريكية، بما في ذلك المحكمة الجزئية للمنطقة الشرقية من ولاية بنسلفانيا، ووزارة العدل والخزانة.

## وصلات خارجية
- رونالد نوبل على موقع إن إن دي بي (الإنجليزية)